# Columbicola columbae
Columbicola columbae é uma espécie de piolho filopterídeo. Foi encontrado parasitando apenas quatro espécies diferentes de aves. É um piolho ectoparasita que geralmente se alimenta apenas da camada superficial da pele.